# CA Juventus
CA Juventus, znany również jako Juventus da Mooca (port. Clube Atlético Juventus) – brazylijski klub piłkarski, mający siedzibę w mieście São Paulo, w dzielnicy Mooca, w południowo-wschodniej części kraju, grający od sezonu 2009 w rozgrywkach Campeonato Paulista Série A2.

## Historia
Chronologia nazw:
- 1924: Extra São Paulo Futebol Clube
- 1924: Cotonifício Rodolfo Crespi Futebol Clube – po fuzji z Cavalheiro Crespi FC
- 1930: Clube Atlético Juventus

Klub piłkarski Extra São Paulo FC został założony w miejscowości São Paulo 20 kwietnia 1924 roku. Kilka miesięcy później w wyniku połączenia z Cavalheiro Crespi Futebol Clube powstał Cotonifício Rodolfo Crespi FC, organizowany przez włoskich robotników, którzy pracowali w Cotonificio Crespi. Zakład znajdował się w dzielnicy Mooca, zamieszkałą w większości przez imigrantów z Włoch. Zdecydowano się zachować kolory Extra São Paulo FC – czerwoną, czarną i białą, natomiast Cavalheiro Crespi FC przekazał swoją siedzibę oraz datę założenia. Początkowo zespół grał mecze towarzyskie. Dopiero w sezonie 1929 startował w rozgrywkach Campeonato Paulista Primeira Divisão (D2), organizowanych przez APEA. W debiutowych sezonie został mistrzem dywizji i awansował do mistrzostw stanu São Paulo. 19 lutego 1930 roku na Nadzwyczajnym Walnym Zgromadzeniu zarząd klubu zdecydował o zmianie nazwy stowarzyszenia na Clube Atlético Juventus, ponieważ hrabia Rodolfo Crespi był kibicem Juventusu we Włoszech, ale barwy drużyny są hołdem dla włoskiego klubu Torino FC, ponieważ syn Rodolfo Crespiego, Adriano, był kibicem drugiego klubu z Turynu. W sezonie 1930 zespół zajął dziesiątą pozycje w Campeonato Paulista. W 1932 osiągnął swój największy sukces w mistrzostwach stanu, zdobywając trzecią lokatę w Campeonato Paulista.
Jednak w 1933 roku w Brazylii postanowiono sprofesjonalizować piłkę nożną. Tylko osiem klubów w stanie São Paulo (Palestra Itália, São Paulo, Portuguesa, Corinthians, Santos, São Bento, Ypiranga, Sírio) uzyskali status profesjonalny i kontynuowali udział w Campeonato Paulista. W 1934 zespół amatorski o nazwie Clube Atlético Fiorentino występował w amatorskich mistrzostwach, zdobywając tytuł mistrza Campeonato Paulista Amador.
W 1935 klub uzyskał status profesjonalny i ponownie startował z nazwą AC Juventus w Campeonato Paulista. W sezonie 1935 mistrzostwa stanu były organizowane przez dwie organizacje – APEA i LPF. Klub dołączył do LPF i w 1935 zajął ostatnią siódmą lokatę, jednak w związku z rozszerzeniem ligi utrzymał się w niej. W 1936 awansował na piątą pozycję. W 1937 roku APEA została rozwiązana, dlatego LPF zakwalifikowała 10 najlepszych klubów z obu organizacji do mistrzostw stanu. Juventus zajął szóste miejsce w tabeli końcowej Campeonato Paulista. Następnie do 1954 oraz w latach 1956–1993, 1995–1998, 2002–2004 i 2006–2008 klub występował na najwyższym poziomie mistrzostw stanu São Paulo.
W sezonie 1980 zespół debiutował w Campeonato Brasileiro Série B (D2). W 1983 roku klub został mistrzem drugiej ligi, zdobywając awans do Campeonato Brasileiro Série A. Jednak już w rundzie pierwszej zajął czwarte miejsce w grupie F i potem był zmuszony grać w repasażach. Po przegraniu w czasie dodatkowym 2:3 z Goiás EC został sklasyfikowany na 36.pozycji sezonu 1983.

## Sukcesy

### Trofea międzynarodowe
Nie uczestniczył w rozgrywkach międzynarodowych (stan na 31-12-2020).

### Trofea krajowe
| \| \| Zdobyte trofea w rozgrywkach Brazylii (stan na: 31-12-2020) \| |                                                             |      |          |
| Rozgrywki                                                            | Osiągnięcie                                                 | Razy | Sezon(y) |
| Mistrzostwo                                                          | I miejsce                                                   | 0    |          |
| Mistrzostwo                                                          | II miejsce                                                  | 0    |          |
| Mistrzostwo                                                          | III miejsce                                                 | 0    |          |
| Mistrzostwo                                                          | 36.miejsce                                                  | 1    | 1983     |
| · Puchar                                                             | zdobywca                                                    | 0    |          |
| · Puchar                                                             | finalista                                                   | 0    |          |
| · Puchar                                                             | 1/16 finału                                                 | 1    | 2008     |
| II liga                                                              | I miejsce                                                   | 1    | 1983     |
| II liga                                                              | II miejsce                                                  | 0    |          |
| II liga                                                              | III miejsce                                                 | 0    |          |
| Brazylia                                                             | Zdobyte trofea w rozgrywkach Brazylii (stan na: 31-12-2020) |      |          |

- Campeonato Brasileiro Série C (D3):
  - wicemistrz (1x): 1997

- Campeonato Paulista Série A1:
  - 3.miejsce (1x): 1932

- Campeonato Paulista Série A2:
  - mistrz (2x): 1929, 2005

- Copa Paulista:
  - zdobywca (1x): 2007

- Campeonato Paulista Amador:
  - mistrz (1x): 1934

## Poszczególne sezony

### Rozgrywki międzynarodowe

#### Południowoamerykańskie puchary
Nie uczestniczył w rozgrywkach południowoamerykańskich.

### Rozgrywki krajowe
| \| Brazylia \| Bilans występów klubu w rozgrywkach piłkarskich Brazylii (Stan na 31 grudnia 2020 r.) \| \| |                                                                                       |        |       |   |   |   |    |    |     |                                                                  |        |        |      |
| Poziom | Rozgrywki                                                                             | Sezony | Mecze | Z | R | P | B+ | B– | Pkt | Lata                                                             | Awanse | Spadki | Naj. |
| I | Campeonato Brasileiro Série A                                                         | 1      |       |   |   |   |    |    |     | 1983                                                             | 0      | 1      | 36   |
| II | Campeonato Brasileiro Série B                                                         | 11     |       |   |   |   |    |    |     | 1980–1983, 1986–1992, 1998                                       | 1      | 2      | 1    |
| III | Campeonato Brasileiro Série C                                                         | 8      |       |   |   |   |    |    |     | 1994–1997, 1999–2000, 2006–2007                                  | 1      | 2      | 2    |
| IV | Campeonato Brasileiro Série D                                                         | 0      |       |   |   |   |    |    |     |                                                                  | 0      | 0      |      |
| V | Campeonato Paulista Série A1                                                          | 71     |       |   |   |   |    |    |     | 1930-1932, 1935-1954, 1956-1993, 1995-1998, 2002-2004, 2006-2008 | 0      | 6      | 3    |
| VI |                                                                                       | 14     |       |   |   |   |    |    |     | 1929, 1955, 1994, 1999-2001, 2005, 2009, 2013, od 2016           | 5      | 2      | 1    |
| VII |                                                                                       | 5      |       |   |   |   |    |    |     | 2010-2012, 2014-2015                                             | 2      | 0      | 3    |
| | Puchar Brazylii                                                                       | 1      |       |   |   |   |    |    |     | 2008                                                             | 0      | 0      | 1/16 |
| Brazylia                                                                                                   | Bilans występów klubu w rozgrywkach piłkarskich Brazylii (Stan na 31 grudnia 2020 r.) |        |       |   |   |   |    |    |     |                                                                  |        |        |      |

## Piłkarze, trenerzy, prezydenci i właściciele klubu

### Znani gracze w historii klubu
- César Luis Menotti
- Deco (jako piłkarz młodzieżowy)
- Oberdan Catani
- Luizinho
- Wellington Paulista
- Alex Alves
- Ataliba
- Alex (jako piłkarz młodzieżowy)
- Andreson
- Vampeta (Mistrz Świata 2002)

### Znani trenerzy w historii klubu
- Basílio
- Candinho
- Edu Marangon

## Struktura klubu

### Stadion
Klub piłkarski rozgrywa swoje mecze domowe na Estádio Rua Javari w São Paulo o pojemności 5 256 widzów.

## Kibice i rywalizacja z innymi klubami

### Derby
- Nacional AC
- Associação Portuguesa de Desportos